# Epítom

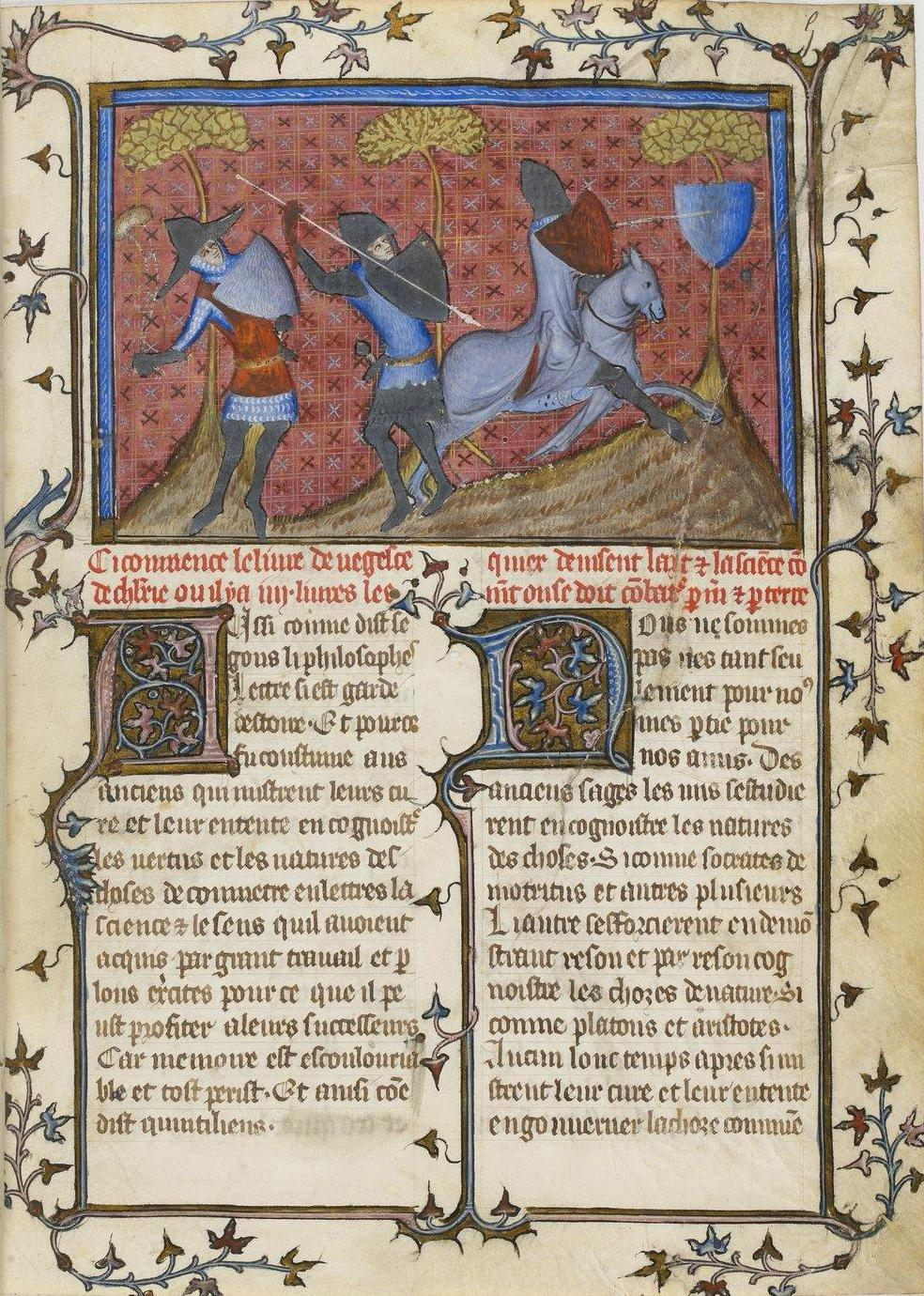
Pàgina d'una traducció francesa del dEpitoma rei militaris

Un epítom (del grec ἐπιτομή de ἐπιτέμνειν, epitemnein per 'escurçar') és una forma sumària o abreujada, una instància que representa una realitat més gran.
Molts documents del món de l'antiga Grècia i Roma sobreviuen ara tan sols com a «epítom», en referència a la pràctica d'alguns autors posteriors (epitomators) que, amb una finalitat didàctica, van escriure versions destil·lades de les grans obres que s'han perdut. Alguns autors van tractar de transmetre la postura i l'esperit de l'original, mentre que d'altres afegeixen detalls o anècdotes sobre la temàtica general. Tal com amb totes les fonts històriques secundàries, un diferent biaix cognitiu no present en l'original pot influenciar-hi.
Els documents que es conserven en l'epítom difereixen dels que sobreviuen solament com a fragments citats en treballs posteriors, i els que s'utilitzen com a fonts no reconegudes pels estudiosos posteriors, puix que poden presentar-se com a documents discrets, si bé reflectits en l'opinió d'un altre autor.
Avui en dia encara es produeixen epítoms d'alguna mena, sobretot quan es tracta d'un corpus de literatura, especialment aquelles obres clàssiques, que sovint es consideren denses i difícil de manejar, i és poc probable que siguin llegides per un públic mitjà, per la qual cosa es tracta de fer-les més accessibles: alguns d'aquests van més en la línia dels resums, com molts que s'han escrit de l'obra de Gibbon The History of the Decline and Fall of the Roman Empire, una obra de vuit volums grans (aproximadament 3.600 pàgines), publicada sovint com un volum de prop de 1.200 pàgines.
Un resum es destria d'un epítom perquè s'hi fa un compendi de citacions seleccionades d'un treball més gran, sense fer-ne una nova redacció, en oposició a la personificació, que és una suma original d'una obra, si més no en part.
Algunes són del mateix tipus que l'epítom antic, com epítoms diferents de la Summa teològica de sant Tomàs d'Aquino -escrit originalment com un llibre de text d'introducció a la teologia, i ara accessible a molt pocs, a excepció dels erudits en teologia i filosofia aristotèlica; molts epítoms d'avui es publiquen sota el títol general d'El company de..., com ara The Oxford Companion to Aristotle en anglès o Panorama de la o guies, com Una visió general del pensament d'Immanuel Kant, Com llegir Hans Urs von Balthasar o, en alguns casos, com una introducció, en els casos d'Una introducció a Søren Kierkegaard.

## Exemples
- Epitome Juliani, compilació de lleis i decrets de Justinià I
- El resum de Joan Xifilí de les parts que falten de la Història de Roma de Cassi Dió
- La versió abreujada feta per Justí de les Historĭae Philippĭcae de Troge Pompeu, una de les principals fonts per al coneixement de la vida d'Alexandre el Gran
- L'epítom del llibre IV de la Biblioteca del pseudo-Apol·lodor, una important enciclopèdia sobre mitologia grega